# Marshalleck Stadium
El Estadio Marshalleck es un estadio de fútbol que se encuentra en San ignacio, Belice. El nombre deriva del Cabo Marshalleck que fue en gran parte responsable de la limpieza de la selva tropical para crear el estadio en 1950. 
Es el estadio del equipo de Liga Premier de Belice (BPFL), Hankook Verdes.
Tiene una capacidad de 2000 personas.